# Mistrzostwa Świata w Badmintonie 2014
21. Mistrzostwa świata w badmintonie odbyły się w dniach 25–31 sierpnia 2014 roku w Kopenhadze.

## Klasyfikacja medalowa
| Miejsce | Państwo          | Złoto | Srebro | Brąz | Razem |
| ------- | ---------------- | ----- | ------ | ---- | ----- |
| 1       | Chiny            | 3     | 3      | 1    | 7     |
| 2       | Korea Południowa | 1     | 1      | 2    | 4     |
| 3       | Hiszpania        | 1     | 0      | 0    | 1     |
| 4       | Malezja          | 0     | 1      | 0    | 1     |
| 5       | Dania            | 0     | 0      | 3    | 3     |
| 6       | Japonia          | 0     | 0      | 2    | 2     |
| 7       | Indie            | 0     | 0      | 1    | 1     |
| 7       | Indonezja        | 0     | 0      | 1    | 1     |

## Medaliści
| Konkurencja:            | Złoto:                       | Srebro:                     | Brąz:                                       |
| gra pojedyncza mężczyzn | Chen Long                    | Lee Chong Wei               | Viktor Axelsen                              |
| gra pojedyncza mężczyzn | Chen Long                    | Lee Chong Wei               | Tommy Sugiarto                              |
| gra pojedyncza kobiet   | Carolina Marín               | Li Xuerui                   | Minatsu Mitani                              |
| gra pojedyncza kobiet   | Carolina Marín               | Li Xuerui                   | Pusarla Venkata Sindhu                      |
| gra podwójna mężczyzn   | Ko Sung-hyun Shin Baek-cheol | Lee Yong-dae Yoo Yeon-seong | Mathias Boe Carsten Mogensen                |
| gra podwójna mężczyzn   | Ko Sung-hyun Shin Baek-cheol | Lee Yong-dae Yoo Yeon-seong | Kim Gi-jung Kim Sa-rang                     |
| gra podwójna kobiet     | Tian Qing Zhao Yunlei        | Wang Xiaoli Yu Yang         | Lee So-hee Shin Seung-chan                  |
| gra podwójna kobiet     | Tian Qing Zhao Yunlei        | Wang Xiaoli Yu Yang         | Reika Kakiiwa Miyuki Maeda                  |
| gra mieszana            | Zhang Nan Zhao Yunlei        | Xu Chen Ma Jin              | Joachim Fischer Nielsen Christinna Pedersen |
| gra mieszana            | Zhang Nan Zhao Yunlei        | Xu Chen Ma Jin              | Liu Cheng Bao Yixin                         |

## Reprezentacja Polski
- gra pojedyncza mężczyzn
  - Michał Rogalski (badmintonista) − 1. runda (porażka z Wang Zhengming 15−21, 12−21)
- gra podwójna mężczyzn
  - Łukasz Moreń i Wojciech Szkudlarczyk − 2. runda (porażka z Hoon Thien How i Tan Wee Kiong 21−18, 14−21, 19−21)
- gra mieszana
  - Robert Mateusiak i Nadieżda Zięba − 1. runda (porażka z Jacco Arends i Selena Piek 19−21, 14−21)